# Elaphoglossum ophioglossoides
Elaphoglossum ophioglossoides là một loài thực vật có mạch trong họ Lomariopsidaceae. Loài này được (Goldm.) Holttum mô tả khoa học đầu tiên năm 1974.